# Дженсен (Юта)
Дженсен (англ. Jensen) — переписна місцевість (CDP) в США, в окрузі Юїнта штату Юта. Населення — 372 особи (2020).

## Географія
Дженсен розташований за координатами 40°22′10″ пн. ш. 109°21′20″ зх. д. / 40.36944° пн. ш. 109.35556° зх. д. (40.369529, -109.355572).  За даними Бюро перепису населення США в 2010 році переписна місцевість мала площу 8,37 км², уся площа — суходіл.

### Клімат
| Клімат : Дженсен                      | Клімат : Дженсен | Клімат : Дженсен | Клімат : Дженсен | Клімат : Дженсен | Клімат : Дженсен | Клімат : Дженсен | Клімат : Дженсен | Клімат : Дженсен | Клімат : Дженсен | Клімат : Дженсен | Клімат : Дженсен | Клімат : Дженсен | Клімат : Дженсен |
| Показник                              | Січ.             | Лют.             | Бер.             | Квіт.            | Трав.            | Черв.            | Лип.             | Серп.            | Вер.             | Жовт.            | Лист.            | Груд.            | Рік              |
| Абсолютний максимум, °C               | 14,4             | 19,4             | 27,8             | 30,6             | 37,8             | 41,1             | 40,6             | 39,4             | 37,8             | 30,6             | 23,3             | 15,6             | 41,1             |
| Середній максимум, °C                 | −0,8             | 3,8              | 12,9             | 18,7             | 24,2             | 29,6             | 33,3             | 31,9             | 26,6             | 19,0             | 9,3              | 0,7              | 17,4             |
| Середня температура, °C               | −7,9             | −3,7             | 4,2              | 9,3              | 14,5             | 19,2             | 22,8             | 21,5             | 16,3             | 9,6              | 1,5              | −6               | 8,4              |
| Середній мінімум, °C                  | −15,2            | −11,3            | −4,6             | −0,1             | 4,8              | 8,8              | 12,2             | 11,1             | 6,0              | 0,1              | −6,2             | −12,7            | −0,6             |
| Абсолютний мінімум, °C                | −37,8            | −40              | −27,2            | −13,3            | −7,8             | −3,9             | 3,3              | −1,1             | −8,3             | −17,8            | −24,4            | −37,8            | −40              |
| Норма опадів, мм                      | 14               | 13               | 13               | 21               | 20               | 15               | 15               | 16               | 27               | 31               | 16               | 18               | 224              |
| Днів з опадами                        | 5                | 5                | 5                | 7                | 7                | 5                | 5                | 6                | 6                | 7                | 5                | 5                | 71               |
| Днів зі снігом                        | 4                | 3                | 1                | 0                | 0                | 0                | 0                | 0                | 0                | 0                | 1                | 4                | 12               |
| ------------------------------------- | ---------------- | ---------------- | ---------------- | ---------------- | ---------------- | ---------------- | ---------------- | ---------------- | ---------------- | ---------------- | ---------------- | ---------------- | ---------------- |
| Джерело: NOAA (extremes 1939–present) |                  |                  |                  |                  |                  |                  |                  |                  |                  |                  |                  |                  |                  |

## Демографія
Згідно з переписом 2010 року, у переписній місцевості мешкало 412 осіб у 143 домогосподарствах у складі 105 родин. Густота населення становила 49 осіб/км².  Було 156 помешкань (19/км²).
Расовий склад населення:
| - 91,3 % — білих - 0,2 % — чорних або афроамериканців - 5,3 % — осіб інших рас |

До двох чи більше рас належало 3,2 %. Частка іспаномовних становила 6,3 % від усіх жителів.
За віковим діапазоном населення розподілялося таким чином: 31,1 % — особи молодші 18 років, 59,7 % — особи у віці 18—64 років, 9,2 % — особи у віці 65 років та старші. Медіана віку мешканця становила 33,6 року. На 100 осіб жіночої статі у переписній місцевості припадало 114,6 чоловіків;  на 100 жінок у віці від 18 років та старших — 118,5 чоловіків також старших 18 років.
Цивільне працевлаштоване населення становило 99 осіб. Основні галузі зайнятості: сільське господарство, лісництво, риболовля — 29,3 %, роздрібна торгівля — 27,3 %, оптова торгівля — 19,2 %, будівництво — 13,1 %.